# Homerische kwestie
De homerische kwestie is de benaming voor de vragen omtrent de herkomst van de Ilias en de Odyssee, met name wat betreft het auteurschap van Homerus.
Het gaat in tegen de gedachte dat één dichter beide verhalen geschreven heeft, omdat er verschillen zijn aan te wijzen die dit zeer twijfelachtig maken, en doordat verschillende passages uit aparte fases van de ontwikkeling van de Griekse taal lijken te stammen. Deze hypothese leeft al sinds de Alexandrijnse tijd (3e eeuw v.Chr.), maar werd door de Duitse classicus F.A. Wolf in zijn Prolegomena ad Homerum (1795) zeer aannemelijk gemaakt.
Er wordt met name geopperd dat de beide verhalen samenvoegingen zijn van werken van verschillende dichters, die door één rapsode in zijn huidige vorm is gezet en op schrift is gesteld. Indien dit niet zo is, zouden de verschillen verklaard kunnen worden doordat de Ilias door een jeugdige Homerus geschreven is, terwijl hij de Odyssee dan op latere leeftijd moet hebben gecomponeerd. Een andere mogelijkheid is dat de kern van de gedichten in een tijd geschapen is toen er slechts sprake was van een mondelinge overlevering en dat bij het schriftelijk vastleggen ervan vele generaties later de teksten nog aanzienlijk zijn uitgebreid. De huidige standaardtekst stamt uit de tijd van de Alexandrijnse School toen er een poging gedaan werd de oertekst af te palen door een aantal kennelijke latere toevoegingen te schrappen. Op dat moment waren er vele, vaak sterk afwijkende, versies in omloop.
Al in de Klassieke Periode van Griekenland waren er geen betrouwbare biografische gegevens over Homerus meer bekend.
- Gemeinsame Normdatei: 4160551-2